# Шерон М. Дрейпер
Шерон Міллз Дрейпер (нар. 21 серпня 1948) — американська дитяча письменниця, професійна педагогиня, Національна вчителька року 1997. Вона двічі здобувала премію Коретти Скотт Кінг за книжки про досвід афроамериканської молоді та підлітків. Авторка серій книжок Гейзелвуд та Єрихон, а також окремих підліткових романів «Мідне сонце», «Подвійна скакалка», «За межею» і «Ромієтта та Хуліо».

## Особисте життя
Дрейпер народилася у Клівленді, штат Огайо, старша з 3-х дітей у сім'ї Віктора Д. Міллса та Кетрін Гачетт Міллс. Підростаючи, вона грала на піаніно і любила читати. До одинадцяти прочитала майже всі дитячі книжки в місцевій бібліотеці, і їй дали спеціальну бібліотечну картку, щоб мати змогу переглядати книжки для дорослих.
Здобула ступінь бакалавра за спеціальністю англійська мова в Університеті Пеппердайн і 1974 року ступінь магістра мистецтв з англійської мови в Університеті Маямі, штат Огайо. Після закінчення навчання почала викладати в державних школах Цинциннаті. За цей час вона стала відомою на місцевому рівні завдяки «роботі Дрейпер» (англ. Draper Paper), складній дослідницькій роботі, присвяченій випускникам старших класів.
Одружена, має чотирьох дітей. Її власна письменницька кар’єра почалася 1990 року, коли учень дев’ятого класу запропонував їй «щось написати». Вона подала оповідання під назвою «Один маленький смолоскип» на письмовий конкурс через журнал Ebony. Після перемоги Дрейпер отримала п'ять тисяч доларів, а її оповідання опублікували. Серед тих, хто написав їй привітання, був автор Roots Алс Гейлі. Вона вважає, що цей лист допоміг їй зрозуміти, що вона може бути письменницею. 2000 року вона полишила викладання, щоб приділяти більше часу писанню. Дрейпер живе в Цинциннаті з чоловіком.

## Теми
Багато книжок Дрейпер для дітей і молоді містять серйозні дорослі теми, як-от смерть, горе та насильство. Дрейпер сказала, що використовує ці теми, оскільки вони є «реаліями життя» багатьох молодих людей.Однією з головних тем, порушених у книжці Дрейпер «За межею», яка розповідає історію  дівчинки з церебральним паралічем, є молоді люди та інвалідність.
Іншою головною темою в книжках Дрейпер, таких як «Викуваний вогнем» і «Ромієтта і Хуліо», є раса. У романі «Ромієтта і Хуліо» афроамериканка та латиноамериканець починають зустрічатися, всупереч несхваленню сім’ї та погрозам місцевої банди. Зонненберґ стверджує, що зосередженість історії на таких складних питаннях,  як бандитське насильство та міжрасові стосунки, спонукає до глибокого обговорення усіма читачами. У той час, як «Ромієтта і Джуліо» ставлять раси головних героїв на перший план сюжету, Прайс зауважує, що Дрейпер використовує протилежний підхід у книжці «Викуваний вогнем». Прайс пише, що хоча багато героїв цієї книжки є афроамериканцями, Дрейпер більше зосереджується на діях персонажів. Оскільки Дрейпер більше зосереджується на розповіді та розвитку персонажів, у читачів виникає відчуття, що раса та етнічна приналежність складають лише одну частину особистості. До інших романів Дрейпер, які зосереджені на расі, належать «Вогонь зі скелі», «Стелла у світлі зірок» і «Змішана».

## Нагороди та відзнаки

### Персональні нагороди
Шерон Дрейпер має дві почесні відзнаки автора премії Коретти Скотт Кінг (1998 за «Викуваний вогнем», 2007 за «Мідне сонце»), дві Нагороди для авторів (2004 за «Битва за Єрихон», 2008 за «Листопадовий блюз») і здобула премію Джона Стептоу за новий талант 1995 року за роман«Сльози тигра».
1997 року стала Національною учителькою року, а Департамент освіти штату Огайо назвав її піонеркою освіти штату Огайо.
1997 року Дрейпер було нагороджено Національною педагогічною премією Сімейного Фонду Мілкен. Її також обрали жінкою-лідером у кар’єрі відХристиянської асоціації молодих жінок, відзначили нагородою декана Педагогічної школи Університету Говарда, нагородою як видатну випускницю Університету Пеппердайн, нагородою Marva Collins Education Excellence Award і нагородою губернатора за лідерство в освіті.
1998 року Дрейпер була художницею-резиденткою Дункансонської резиденції для митців від Музею Тафта.
Її було обрано однією із чотирьох авторів, які виступили на Національному книжковому фестивалі Бібліотеки Конгресу у Вашингтоні 2006 року, а також вона представляла Сполучені Штати на Національному книжковому фестивалі в Москві.
2008 року Дрейпер здобула гуманітарну нагороду «Маяк світла».
2011 року здобула 33 щорічну премію Меморіалу Джеремії Лудінґтона від Асоціації освіти та медіа. Вона пожертвувала свій приз у розмірі 2500 доларів США Раді Старфаєру у Великому Цинциннаті.
2015 року вона здобула нагороду Маргарет А. Едвардс від Американської бібліотечної асоціації.

### Книжкові нагороди
Книжка «Сльози тигра» принесла Дрейпер премію Джона Стептоу за новий талант 1995 року. Рада дитячої книги, Нью-Йоркська міська бібліотека, коледж Бенк-стріт і Національна рада соціальних досліджень визнали її однією з найкращих книжок того року. Її також назвали найкращою із найкращих книжок за версією журналу VOYA.
Книжка «Викуваний вогнем», продовження книжки «Сльози тигра», була лауреатом премії Коретти Скотт Кінг 1997 року, а також була відзначена як найкраща книга для молоді за версією Американської книжкової асоціації. Книжка також здобула нагороди Parent's Choice Award та Indiana Young Hoosier Award.
«Темрява перед світанком», третя книжка трилогії, входить до десятки найкращих як швидкий вибір Американської книжкової асоціації, вона здобула нагороду Children's Choice Award від Міжнародної асоціації читання та Buckeye Book Award за 2005 рік, а також її було названо IRA Young Adult Choice за 2003 рік.
Книжка «Ром’єтта і Хуліо» також входить до списку найкращих книг за версією Американської книжкової асоціації та була відібрана Міжнародною асоціацією читання як видатна книга 2000 року для глобального суспільства, а також потрапила у список «Книги для підлітків» Нью-Йоркської публічної бібліотеки.
Читачі штату Вашингтон обрали книжку «За межею» 2013 року лауреатом премії Sasquatch Reading Award, а учні 3-5 класів Іллінойсу – 2013 Bluestem Award. 2013 року роман отримав Медаль молодих читачів Каліфорнії  та Премію молодих читачів Невади 2013 року. 2011 року він також отримав Sunshine State Young Readers Award. Книжка стала вибором IRA Young Adult Choice 2011 року.
Книжку «Подвійна скакалка» було відзначено Радою дитячої книги як видатну книгу про соціальні дослідження для молоді, а також як одну з десяти найкращих спортивних книжок для молоді за 2003 рік за версією Американської книжкової асоціації та як найкращу з найкращих за 2004 рік, а також отримала премію Sunshine State Young Readers Award за 2006 рік.
Книжка «Битва за Єрихон» отримала відзнаку для авторів Коретти Скотт Кінга 2004 року, це одна з книжок Нью-Йоркської публічної бібліотеки для підлітків та одна з книжок для молоді 2005 року, відібраних Міжнародною асоціацією читання.
Книжку «Вогонь зі скелі» відібрав комітет NCSS-CBC як видатну науково-популярну книжку з суспільствознавства для молоді 2008 року, також її відзначено як одну з поміж найкращих книг для підлітків Нью-Йоркської публічної бібліотеки за 2008 рік. 
Книжка «Битва за Єрихон» здобула відзнаку для авторів Коретти Скотт, це одна з книжок Нью-Йоркської публічної бібліотеки для підлітків та одна з книжок для молоді 2005 року, відібраних Міжнародною асоціацією читання». внесено до списку бестселерів New York Times і до Почесного списку нехудожньої літератури журналу VOYA за 2006 рік, а також до списку найкращих книг для підлітків Нью-Йоркської публічної бібліотеки 2006 року.
Роман «Мідне сонце» здобув премію Коретти Скотт Кінг 2007 року, його названо однією з десяти найкращих історичних художніх книжок для молоді за версією Booklist, номіновано на літературну премію NAACP Image Award 2007 року,  він здобув премію Огайоани за молодіжну літературу. «Мідне сонце» також є видатною книгою з соціальних досліджень CBC/NCSS, отримав нагороду Heartland Award for Excellence in YA Literature, названо видатною книгою IRA для глобального суспільства та  найкращою книгою року за версією School Library Journal. Роман «Мідне сонце» також ввійшов до списку бестселерів New York Times і був обраний Державним департаментом США та Міжнародною асоціацією читання як роман Сполучених Штатів для міжнародного проєкту читання «Читання через континенти». Студенти в США, Нігерії та Гані читають книгу та діляться ідеями.
«Листопадовий блюз» здобув у 2008 році почесну відзнаку автора премії Коретти Скотт Кінг і входить до списку найкращих книг для підлітків Нью-Йоркської публічної бібліотеки 2008 року.
Книжка «Сассі: Мене звати не "Маленька сестричка"!» здобула нагороду «Вибір батьків» 2009 року.
Книжку «Паніка» було обрано як «Швидкий вибір Асоціації бібліотечних послуг для молоді для молодих читачів, які неохоче читають», а також 2014 року як «Вибір молоді» IRA. 
Книжку «Стелла у світлі зірок» було обрано лауреатом премії NCTE Charlotte Huck Award 2016.
Книжка «Змішана» стала бестселером New York Times 2019 року.

## Твори

### Трилогія Гейзедвуд-хай
- Сльози тигра (S&S, 1994) ISBN 9780689318788
- Викуваний вогнем (S&S, 1997) ISBN 9780689806995
- Темрява перед світанком (S&S, 2001) ISBN 9780689830808

### Серія Єрихон
- Битва за Єрихон (S&S, 2003) ISBN 9780756939267
- Листопадовий блюз (S&S, 2007) ISBN 9781416906988
- Просто ще один герой (S&S, 2009) ISBN 9781416995210

### Серія  «Сассі»
1. Sassy: Little Sister Is Not My Name ( Scholastic Press, 2009)
2. Sassy: The Birthday Storm (Scholastic, 2009)
3. Sassy: The Silver Secret (Scholastic, 2010)
4. Sassy: The Dazzle Disaster Dinner Party (Scholastic, 2010)

### Зіггі і чорні динозаври
1. Таємниця похованих кісток (S&S, 1994)
2. Загублений у тунелі часу (S&S, 1996)
3. Shadows of Caesar's Creek (S&S, 1997)
4. Пригода в космічній місії (S&S, 2006)
5. Шоу тварин на задньому дворі (S&S, 2006)
6. Зірки та іскри на сцені (S&S, 2007)

### Трилогія «Поза розумом»
- За межами розуму (S&S 2010)
- За межами серця (S&S 2021)
- За межами мрій (S&S 2024)

### Окремі романи
- Ромієтта і Хуліо (S&S, 1999)ISBN 9781442428850
- Jazzimagination: щоденник для читання та запису (Scholastic, 1999) ISBN 043906130X
- Drum Beats (Scholastic, 2001), написаний спільно з Шарлін Поттс
- Подвійна скакалка (S&S, 2002) ISBN 9780689842313
- Мідне сонце (S&S, 2006) ISBN 9780689821813
- Вогонь зі скелі (Dutton Children's Books, 2007) ISBN 9780525477204
- Паніка (Atheneum Books, 2013) ISBN 9781442408982
- Стелла у світлі зірок (Atheneum Books, 2015) ISBN 9781442494992
- Змішана (Atheneum Books/Caitlyn Dlouhy, 2018) ISBN 9781432874087

### Нон-фікшн
- Навчання від серця: роздуми, заохочення та натхнення (Портсмут, Нью-Гемпшир: Heinemann, 2000), LCCN 99039534-{{{3}}}
- Не зовсім згоріла, але хрустка по краях: натхнення, сміх і заохочення для вчителів (Heinemann, 2001), LCCN 2001020423-{{{3}}}
- Ми здолали вулицю (Dutton, 2005)

### Поезія
- Нехай коло не розірветься: зібрання поезії для дітей та молоді (Шерон М. Дрейпер, 1997) ISBN 978-1881786801
- Buttered Bones (Шерон М. Дрейпер, 1997) ISBN 978-1881786757

## Зовнішні посилання
- Офіційний сайт
- Draper at Ohio Reading Road Trip
- Sharon M. Draper (Sharon Mills) на сайті Бібліотеки Конгресу (записів у каталозі:  40)